# Amblypodia theba
Amblypodia theba is een vlinder uit de familie van de Lycaenidae. De wetenschappelijke naam van de soort is voor het eerst geldig gepubliceerd in 1863 door Hewitson.

## Beschrijving
Als Arhopala bazaloides, maar veel groter, de grondkleur aan de onderkant, behalve voor de tornus van de voorvleugel, nergens lichter, maar vrij donker chocolade, waar de tekening bijna puur ivoorwit is. Bovenaan heeft het mannetje een prachtige morphoblauwe kleur; een paarse reflectie op het costale gedeelte, de costa en distale rand zijn vrij breed zwart; de achtervleugel heeft een brede zwarte costa en een smalle zwarte distale rand met donkere internervale stippen. Vrouwtje boven donkerbruin, basis en centrale delen blauw.